# 假牛繁缕科
假牛繁缕科又名纤花草科或假繁缕科，只有一属—假牛繁缕属（纤花草属、假繁缕属），已知共3种，分布于非洲加那利群岛、地中海地区中国和、日本，中国有2种，分布在四川和西藏一带。
假牛繁缕科植物皆为一年生草本；单叶，下部对生，上部互生；，花单性，同株，雄花萼2－3裂，雌花萼管状，2－4裂；果实为球形的小坚果。
1981年的克朗奎斯特分类法将本科列入茜草目，1998年根据基因亲缘关系分类的APG 分类法和2003年经过修订的APG II 分类法不承认这个科，将本属合并到茜草科中，列在龙胆目中。